# Исаевич, Георгий Александрович
Георгий Александрович Исаевич (28.01.1940 — 09.11.1995). — советский и белорусский организатор промышленности, лауреат Государственной премии СССР (1984).
Родился в д. Ляды Смолевичского района Минской области. После войны жил с родителями в Минске (отец работал на МАЗе).
Окончил Минский автомеханический техникум (1958) и заочно — Белорусский политехнический институт (1970).
С 1960 года работал на Минском автомобильном заводе: наладчик, мастер, инженер-технолог, заместитель начальника цеха, начальник цеха, заместитель главного инженера, главный инженер, директор производства специальных колесных тягачей (ПСКТ) (1978—1980), заместитель генерального директора по производству серийных автомобилей (1980—1984), технический директор, первый заместитель генерального директора (1984—1994), генеральный директор ПО «БелавтоМАЗ» (1994—1995).
Кандидат технических наук (1989), тема диссертации «Разработка, научное обоснование и практическая реализация новых способов получения продольной прокаткой заготовок переменной толщины».
Лауреат Государственной премии СССР (1984, в составе коллектива) — за создание и внедрение в машиностроение комплекса новых методов и автоматизированного оборудования для точного холодного формообразования давлением валов и осей.
Награждён орденами «Знак Почёта» и Трудового Красного Знамени, Почётной грамотой Президиума Верховного Совета Белоруссии (1994).